# 馬場勇
馬場 勇（ばば いさむ、1910年〈明治43年〉2月26日 - 1974年〈昭和49年〉1月11日）は実業家。近畿日本ツーリスト（初代・旧会社）の副社長を務め、同社の前身企業の一つである日本ツーリスト株式会社の創設者でもある。業界発展に貢献した人物の一人で旅行業界の野武士と称される。近鉄航空サービス、箱根高原ホテル、近鉄エクスプレスの社長も務めた。

## 来歴
資産家の父親が親戚に騙されたあと朝鮮に渡ったため、朝鮮で生まれる。朝鮮の中学校から数学の教師とともに指宿に渡る。東京帝国大学経済学部卒業後の1934年（昭和9年）に朝鮮銀行に入行し、中国に設立された中国連合準備銀行にも出向。その後朝鮮銀行の東京や京城に勤務し、京城在勤時、銀行総裁秘書をしていた女性と結婚する。
終戦後は日本に引き揚げ、復興金融金庫に就職した。事務仕事が多く、職場ではかつての仲間や学生時代の同期生に先輩格に当たり気を使わなければならないなど、宮仕えに嫌気がさし1年もたたずに退職した。その後は朝鮮銀行時代の仲間とジャムの製造販売をしたがうまく行かず、旅行業を始めることになり1948年（昭和23年）3月に「日本ツーリスト」を創業、1950年（昭和25年）に「日本ツーリスト株式会社」として設立する。動機は前金が入り資金の心配がない、設備も原材料もいらない、修学旅行を扱えば不景気の影響を受けない、もともと旅行が好きであるということだった。
修学旅行団体獲得のため学校をまわるが、コネも信用もなく全く獲得できないため出身校や知人から紹介された学校をまわり少しずつ契約がとれるようになる。交通と宿泊の手配をし添乗までこなし、手数料を払わない旅館から回収もしなければならなかった。妻にも営業や添乗をやらせ、信用を得るために日本国有鉄道（国鉄）に陳情して新橋駅と上野駅に案内所を開設するなど、あらゆる努力をした。さらに当時の移動手段の劣悪さに着目し、車両不足を承知のうえで国鉄に修学旅行専用列車を走らせてくれるよう何度も陳情し専用の臨時列車の運行にこぎつける。大きな契約がとれると自らその団体に挨拶に行き、目的地の交通機関や旅館とは手数料の交渉を直接行った。また創意工夫により既成概念にこだわらないコースを設定し評判を得るようになり、他の団体からも申し込みが来るようになる。更には馬場の熱意に打たれ協力的になる交通機関や旅館も出てくる。
馬場が目指したのは第二のトーマス・クック、第二のアメリカン・エキスプレスで、事業拡大には積極的であり、地方に営業所を開設し規模を拡大していった。しかし前金が入ると事業拡大に使ってしまい、旅館などへの支払が遅れ気味になり資金繰りに苦労する。自分の資産を担保にお金を借りたり、地方では営業所長にその地域で資金調達もさせたが、経営に行き詰り支援者を求めた。そして知人から近畿日本鉄道（近鉄）の社長であった佐伯勇を紹介される。佐伯も観光事業にビジョンをもっており馬場と意気投合したことから、貸付ではなく出資という形で資金を提供した。馬場はその出資で得た資金を負債の返済には充てず事業拡大に使い込み、次々に営業所を増やして更に規模を拡大していく。会社の経営状態は、近鉄から派遣されてきた経理担当役員によって 5千万円の赤字であることが判明し、馬場は佐伯から呼び出され激しい叱責を受けるが、その後も経理のことは任せきりで営業活動に力を入れた。
1955年（昭和30年）、馬場の「日本ツーリスト株式会社」と近鉄の子会社の旅行会社だった「近畿日本航空観光株式会社」が合併した。日本ツーリストが吸収合併される形であったが、社名は日本ツーリストにすることを望み、それに近い「近畿日本ツーリスト株式会社」(以下、KNT) となった。馬場は専務となり、合併後も外を動き回り旅行コースの調査・研究を続けた。年に1回は全国の営業所をまわり販売成績や利益を調べあげて所長を叱責していった。会社の営業スタイルは馬場が行ってきた積極性のあるものが受け継がれていき、KNTは「野武士集団」と称されるようになる。
さらに営業だけでなく事業の多角化や会社の近代化に取り組むようになる。近鉄の佐伯から、KNTから分離した近鉄航空サービスの社長を頼まれ、KNT兼務という条件で引き受け経営を建て直し、1965年（昭和40年）8月に近鉄航空サービスは再びKNTに吸収合併された。1964年はKNT社内に副社長の席が設けられ馬場が就任した。旅行に関連して修学旅行客用の宿泊施設への進出も考えるようになり、当時、箱根に学生宿舎の建設を考えていた岩崎産業から佐伯を通じて施設建設を引き受け箱根高原ホテルを建設した。
会社の近代化の点では、一般団体1団体あたりの人数が減少していた1960年代後半に、個人旅行時代の到来を想定して他社に先駆けてリアルタイムシステムを導入した。当時の日本のコンピュータはバッチ処理に使うものがほとんどでリアルタイムシステム導入例は少ない時代であったが、全国の支店で個人客の要望通りの予約・即時発券するためには、宿泊機関・交通機関の情報蓄積とその活用が重要でコンピュータシステムが不可欠と考えた。投資額は3億円で社内の反対を押し切って導入し、1967年（昭和42年）には旅行業界初の宿泊予約システムを稼動させる。またシステムに慣れさせるため教育目的のコンピュータまで導入した。この宿泊予約システムは導入3年後の1970年、日本万国博覧会への旅行の迅速な予約に威力を発揮する。
その間の1966年1月、慢性肝炎と糖尿病を患い国立第一病院（現：国立国際医療研究センター）に入院する。退院後も自宅療養が続くが、事業の多角化への意欲は衰えず、会社の役員会などの会議にも出席した。1970年（昭和45年）3月にKNTは近鉄との共同出資で近鉄航空貨物株式会社（現：株式会社近鉄エクスプレス）を設立、航空貨物部門を事業譲渡し、馬場は同社の社長に就任した。事業の多角化として余暇産業への進出を考え京都と沖縄にホテルを建設するなど、療養中でも仕事をやめることはなかった。しかし、肝硬変が悪化し1973年（昭和48年）9月に再び国立第一病院に入院。翌年の1月11日に現職のまま死去した。
馬場が死去した翌年の1975年（昭和50年）7月、KNTは東証第二部・大証第二部への上場を果たした（1977年には東証・大証とも第一部に指定換えとなる）。
死後30年後の2004年（平成16年）には、日本国際ツーリズム殿堂入りとなった。

## 人物
- 子供の頃から食べ物の好き嫌いが多く栄養失調になったため片目の視力が著しく低かった。また大学生時代、中耳炎を患い片耳の鼓膜を除去する手術を受けている[11]。
- 宗教は浄土真宗。もともと浄土宗だったが、1961年（昭和36年）に親鸞没後七百回忌法要があり京都に多くの団体参詣客が訪れることから、教団総務にKNTを使ってくれるよう売り込むため改宗した[12]。
- 相撲は柏戸のファン。野球は巨人ファンで、巨人が負けると来客にもクチ数が少なくなるほどの熱狂的なファンであった[13]。
- 樋口清之や宮本常一とも親交があった。宮本に対しては日本観光文化研究所（現：旅の文化研究所）を作らせるほどだった[14]。

## その他
- 近畿日本ツーリストグループの持株会社であるKNT-CTホールディングスの公式サイトや有価証券報告書の沿革ページには、馬場が設立した日本ツーリストが被合併会社であるため同社の創立年月が記載されていないが、グループの新卒採用サイトには前身企業として日本ツーリストが存在したことと、その創業者が馬場であることを画像入りで載せている[15]。